# کارلا بودندورف
کارلا بودندورف (آلمانی: Carla Bodendorf؛ زادهٔ ۱۳ اوت ۱۹۵۳) دونده زن اهل آلمان بود.
وی در مسابقات کشوری و بین‌المللی در مجموع برندهٔ ۱ مدال طلا، ۲ مدال برنز شده‌است.